# Саленже, Эмманюэль
Эмманюэль Саленже (фр. Emmanuel Salinger; род. 28 сентября 1964, Париж, Франция) — французский актёр.
Эмманюэль Саленже учился в Институте высших исследований кинематографа в Париже. Затем он играл в театре и дебютировал в постановке Арно Деплешана. В 1992 году сыграл в фильме «Часовой», за что получил премию «Сезар» в 1993 году как самый многообещающий актёр. 
Кроме своей актерской карьеры, Саленже также преподает в Ля Феми, крупнейшей и самой важной киношколе Франции. 